# Rörtjärnen (Bodums socken, Ångermanland)
Rörtjärnen är en sjö i Strömsunds kommun i Ångermanland och ingår i Ångermanälvens huvudavrinningsområde.